# Gandzasar
Klasztor Gandzasar (azer. Gəncəsər monastırı, orm. Գանձասարի վանք) –- ormiański klasztor położony w zachodnim Azerbejdżanie (do 2023 roku w Górskim Karabachu, w rejonie Martakert), tuż nad wioską Vəngli. Znajdują się tam relikwie św. Zachariasza (ojca Jana Chrzciciela). Od ok. 1400 do 1816 był siedzibą katolikosów Armenii.

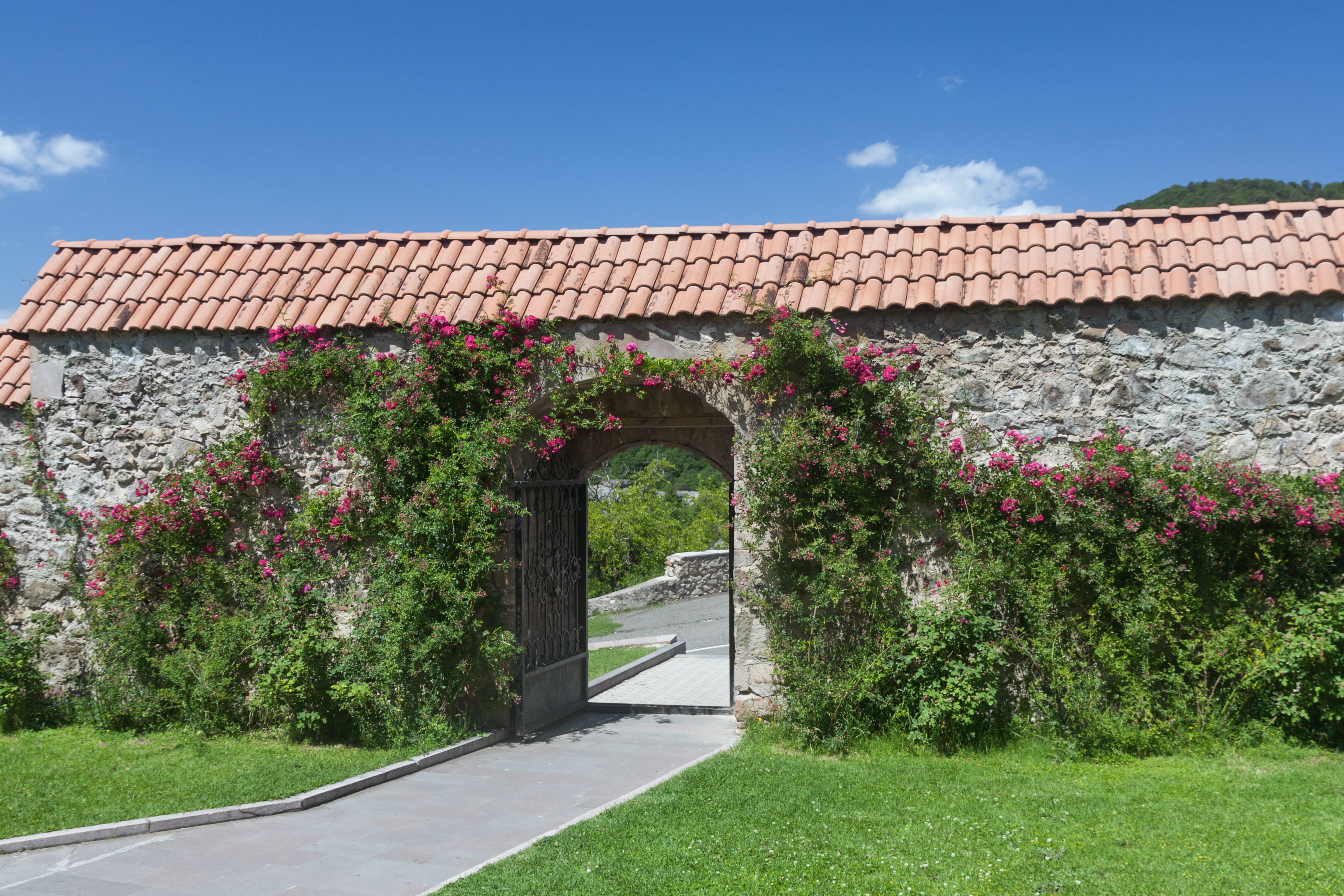
Brama
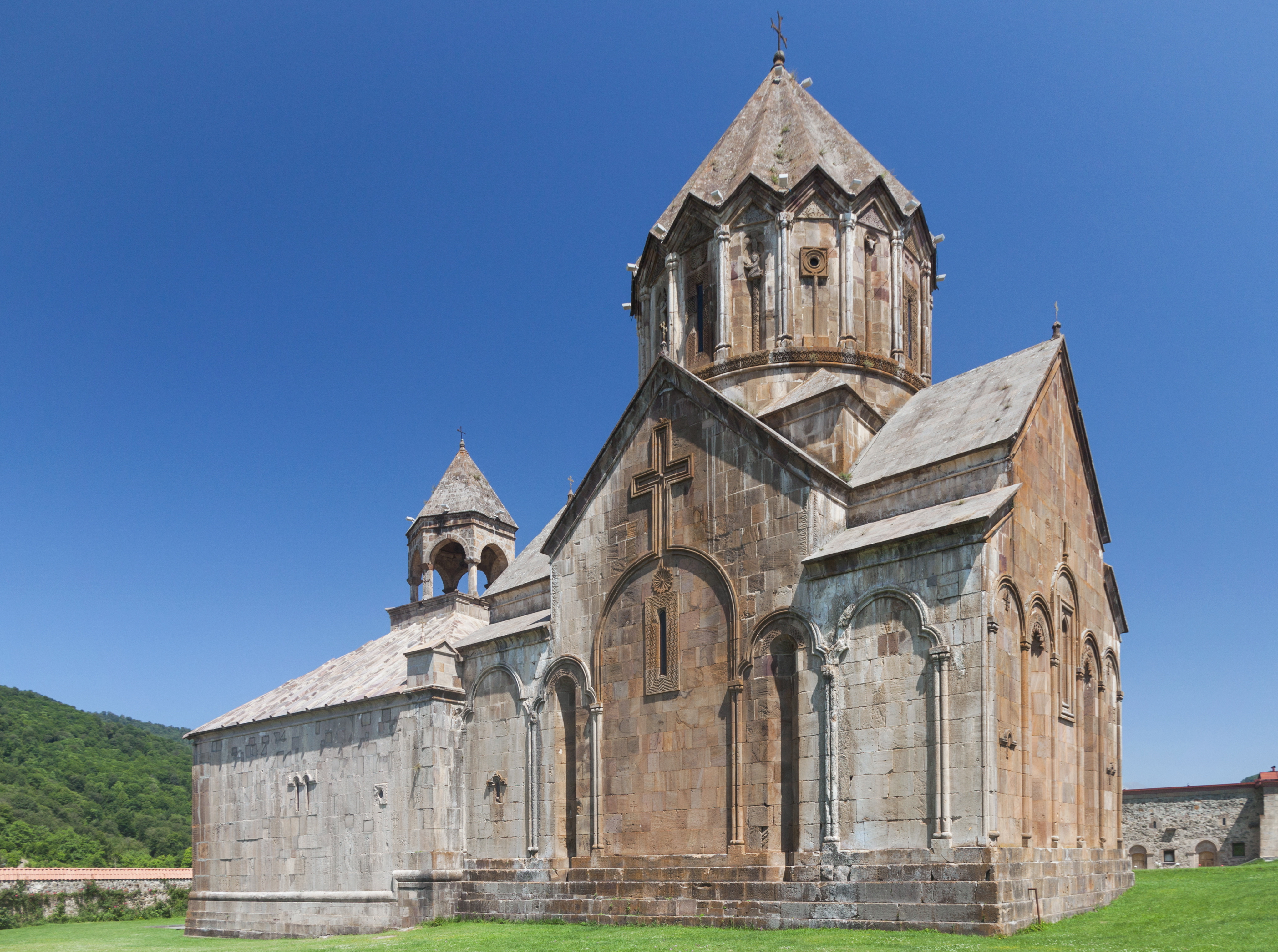
Kościół Świętego Jana Chrzciciela od strony południowo-wschodniej
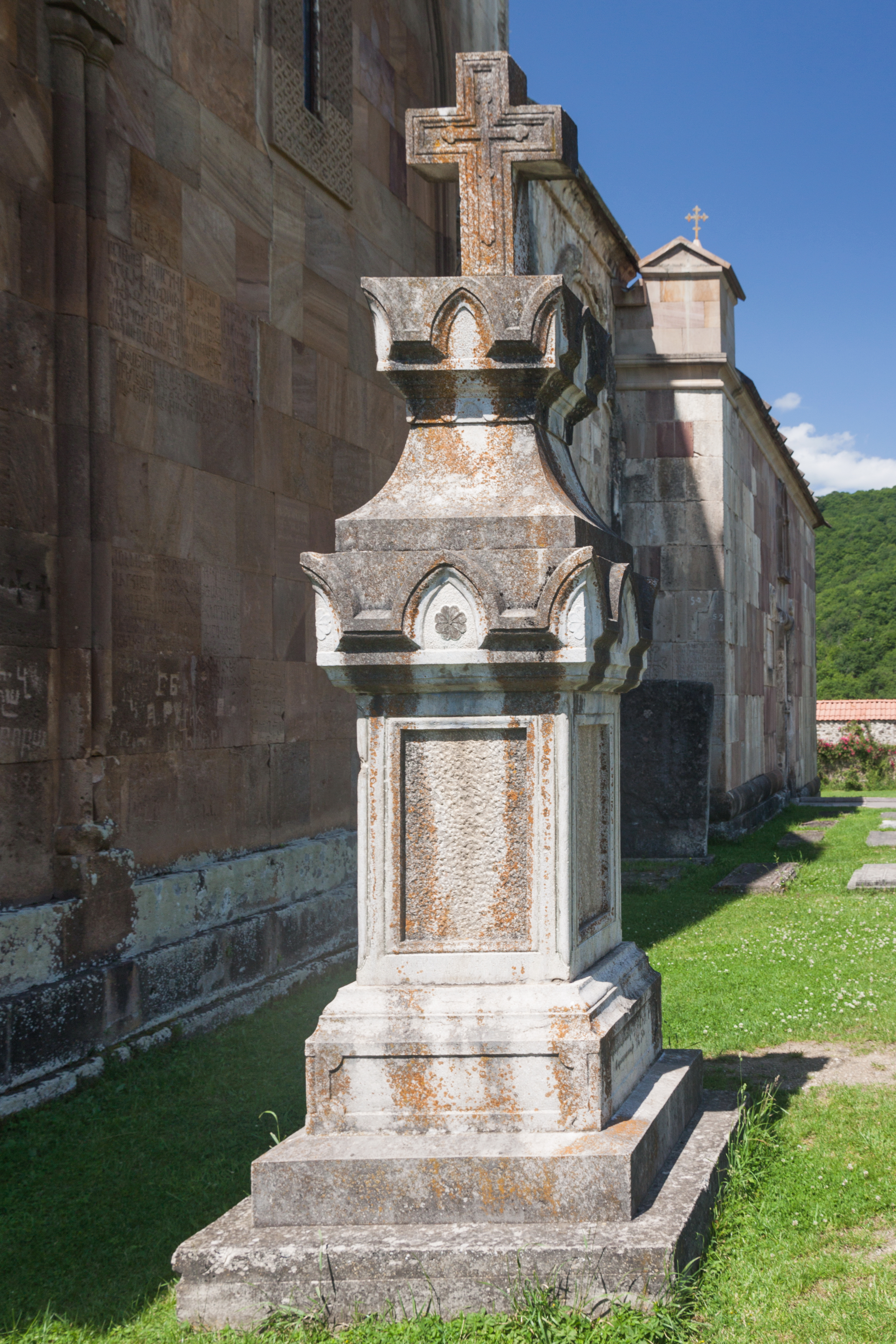
Krzyż przy kościele
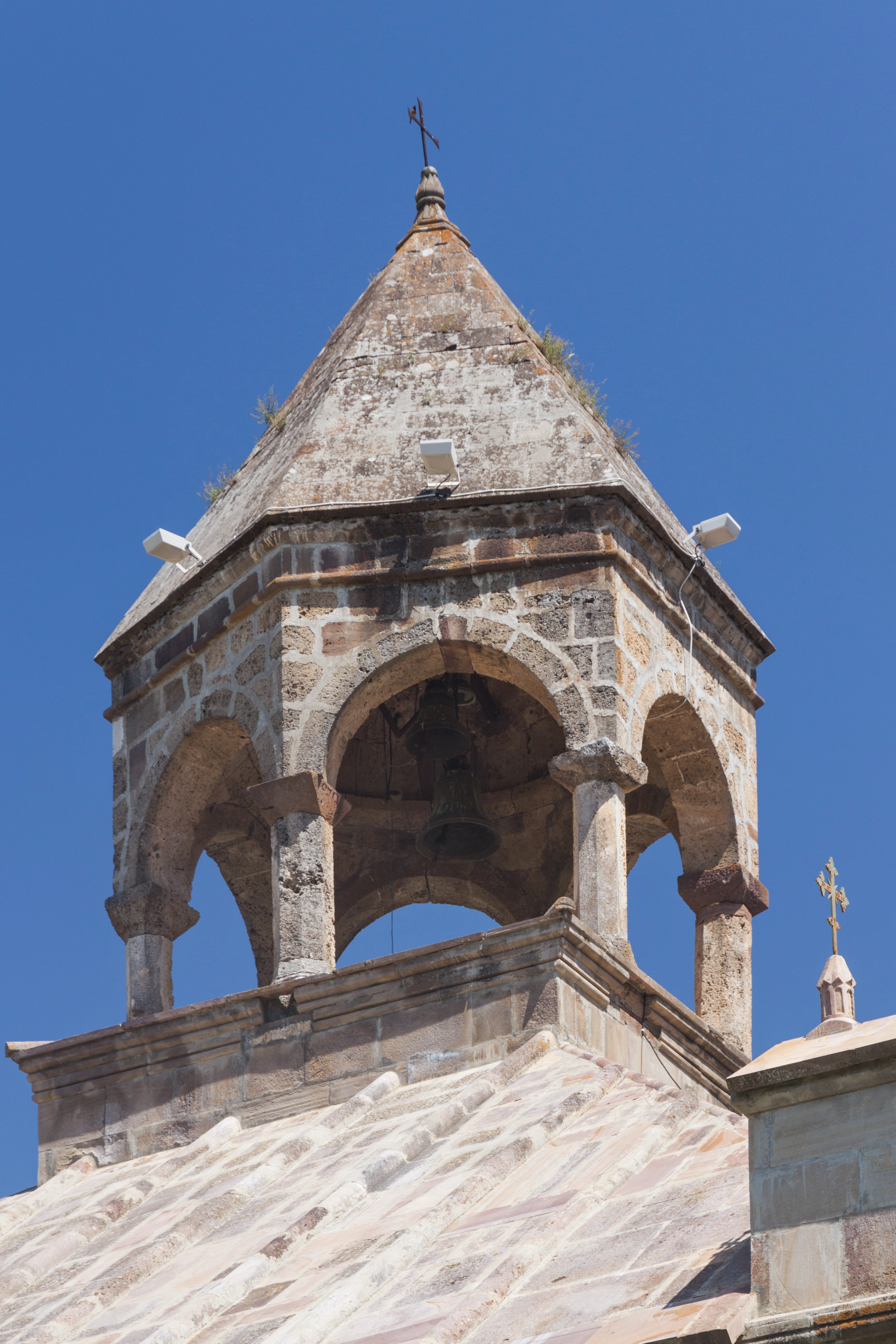
Dzwonnica
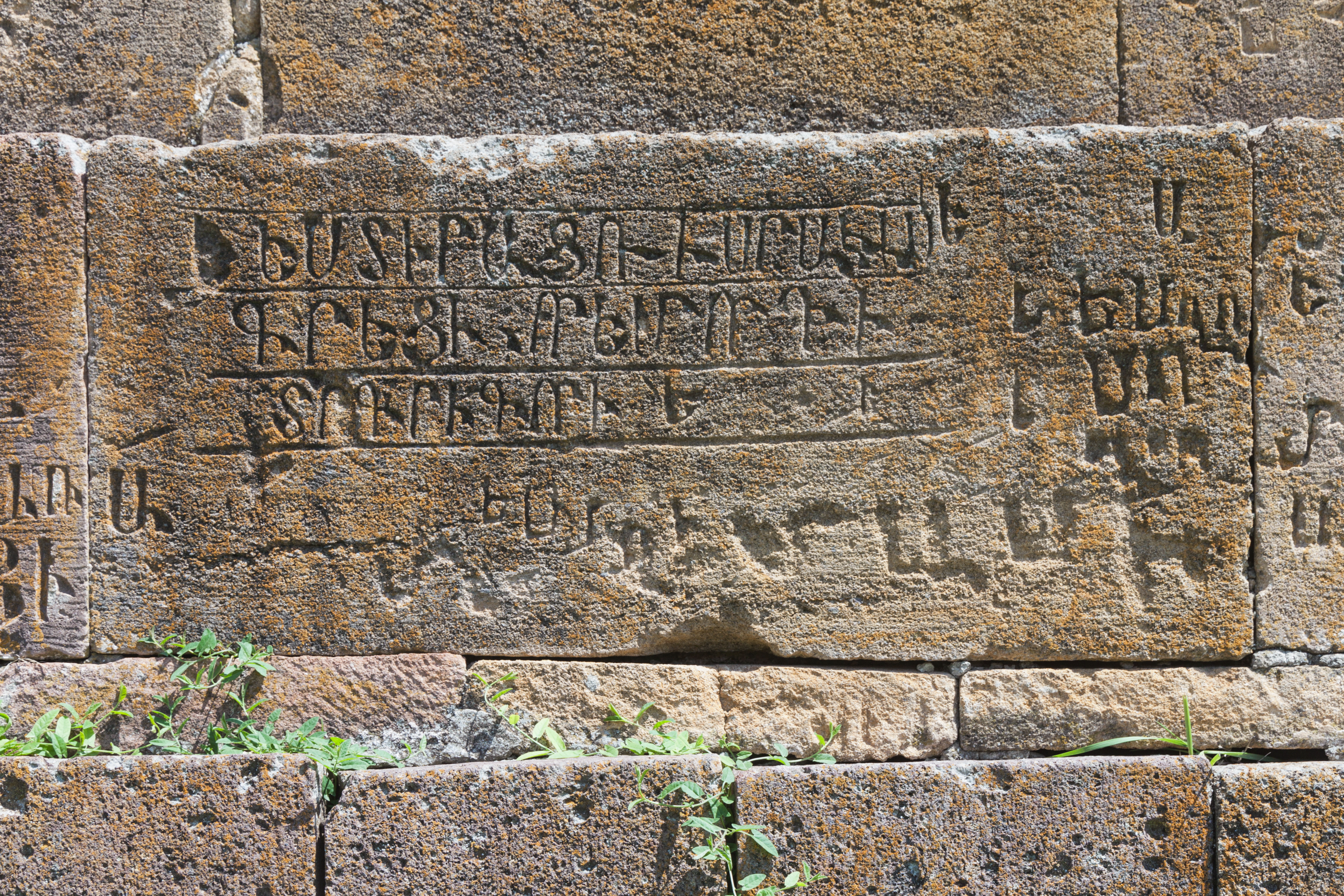
Ormiańskie inskrypcje na fasadzie kościoła
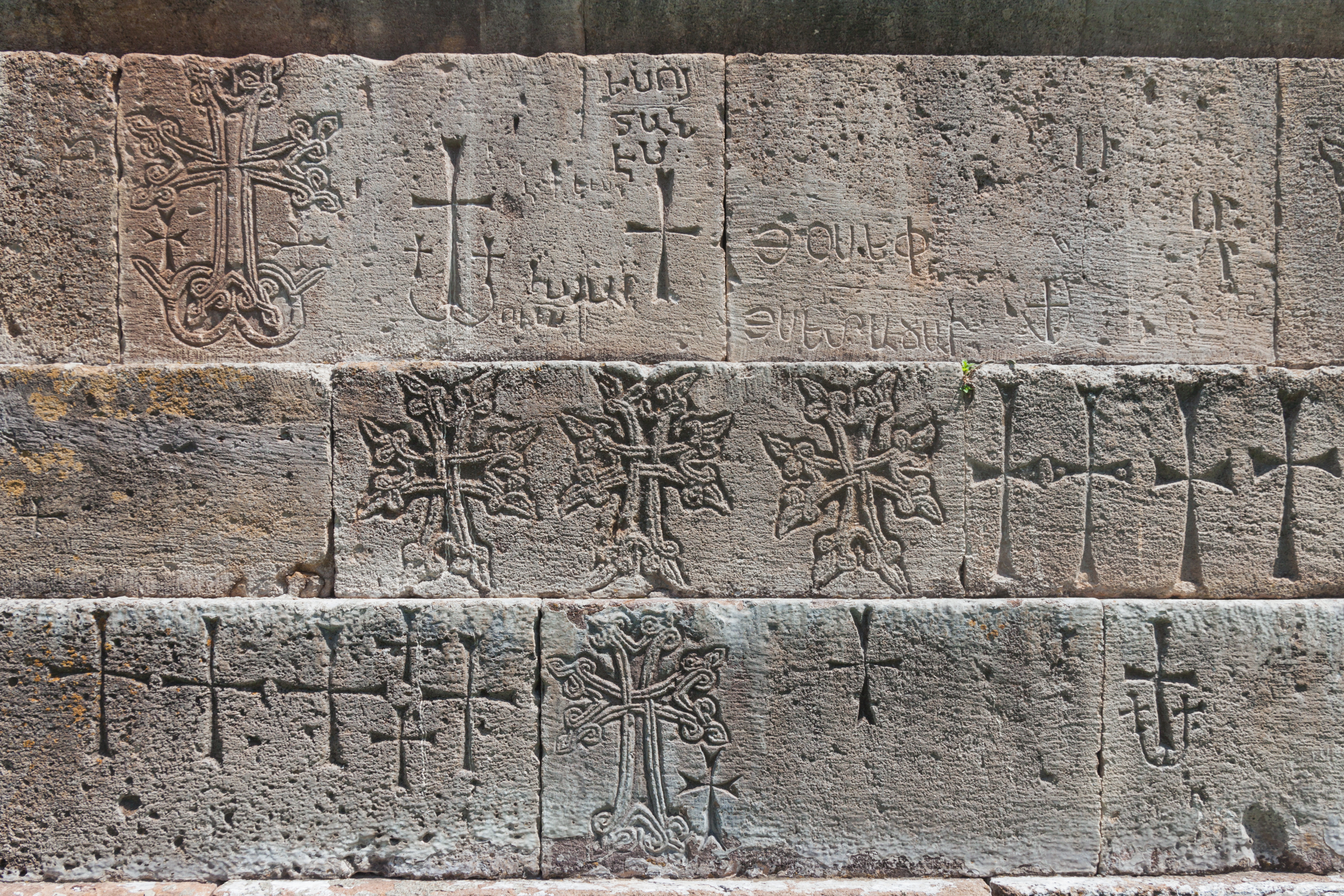
Ormiańskie inskrypcje na fasadzie kościoła
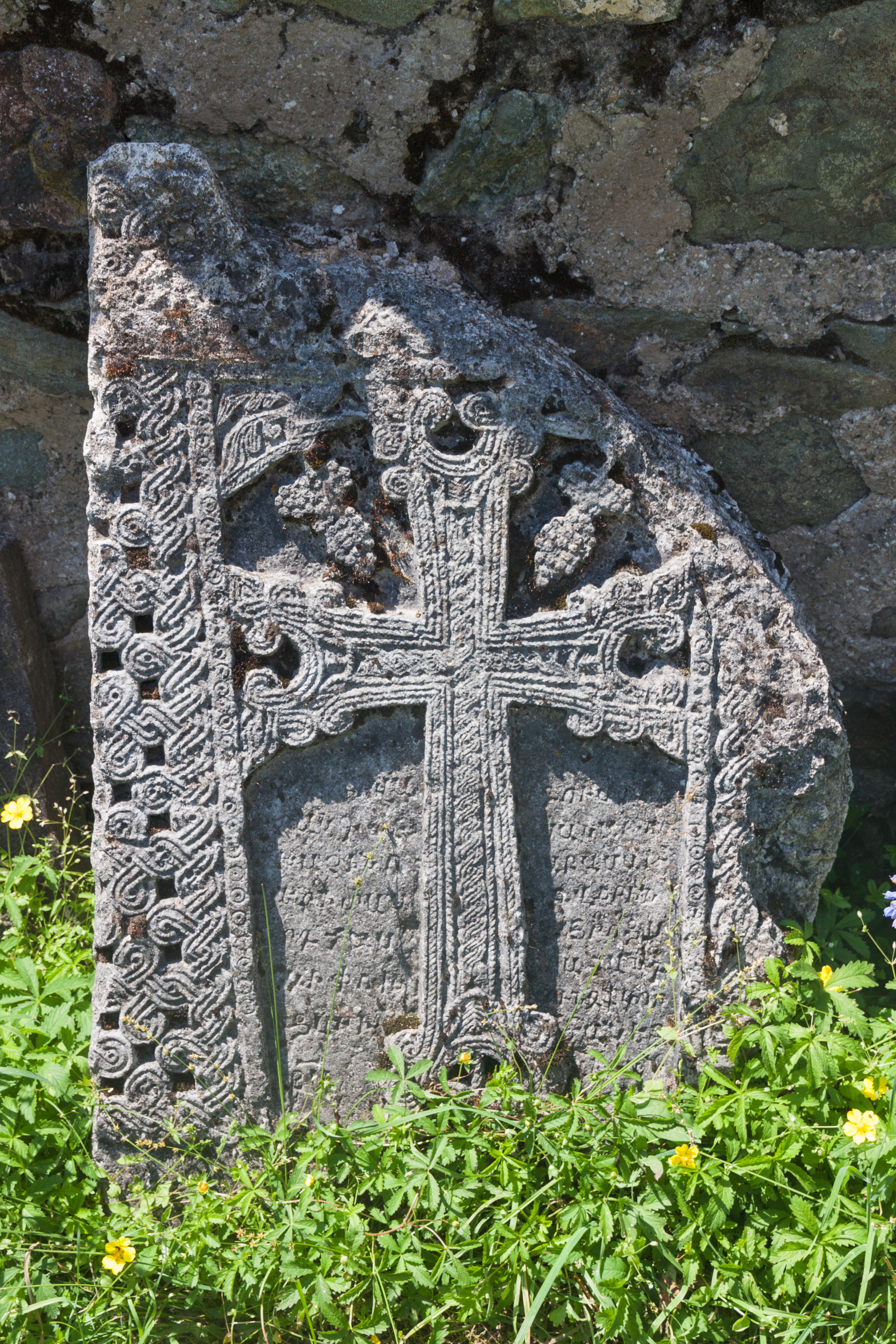
Chaczkar
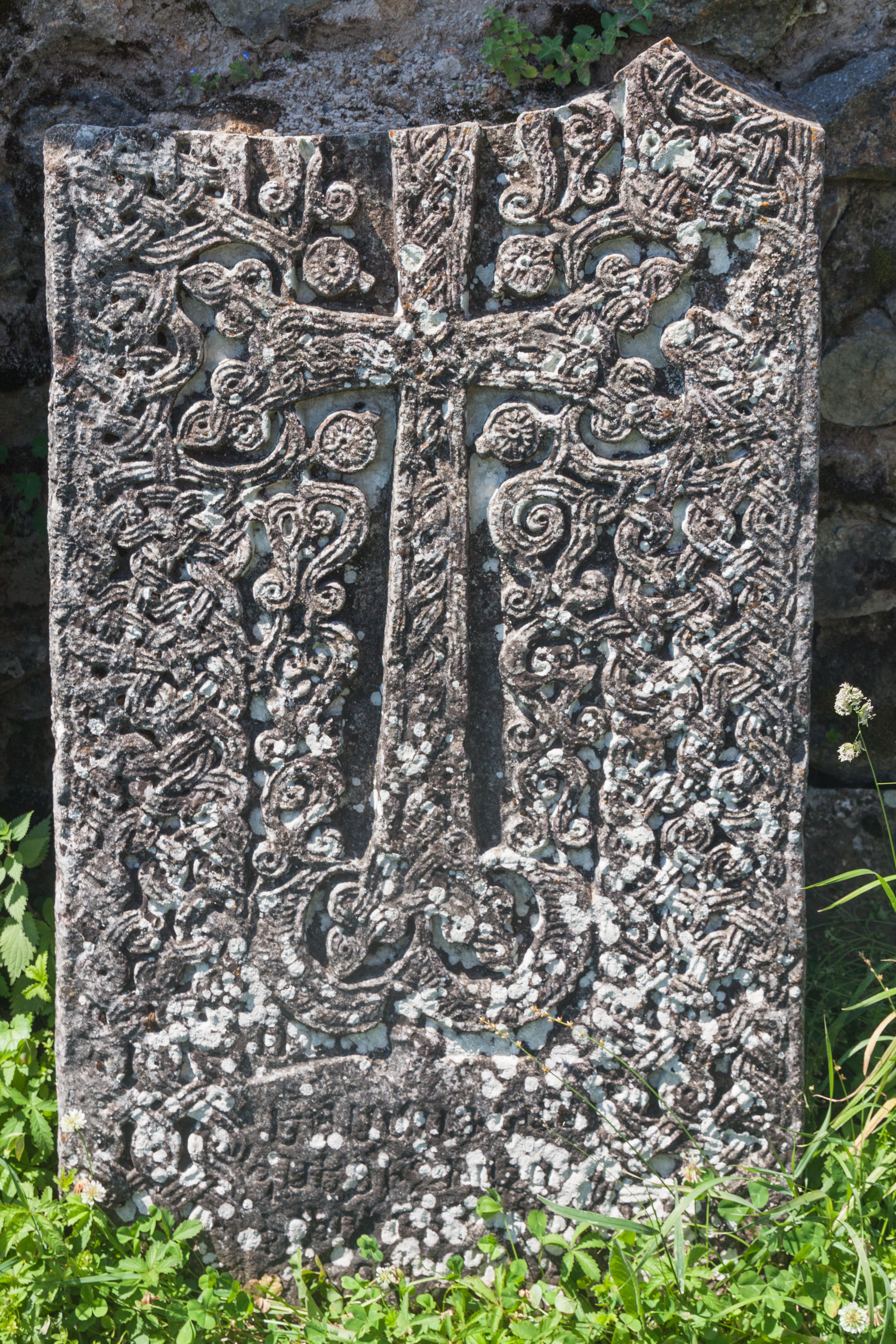
Chaczkar
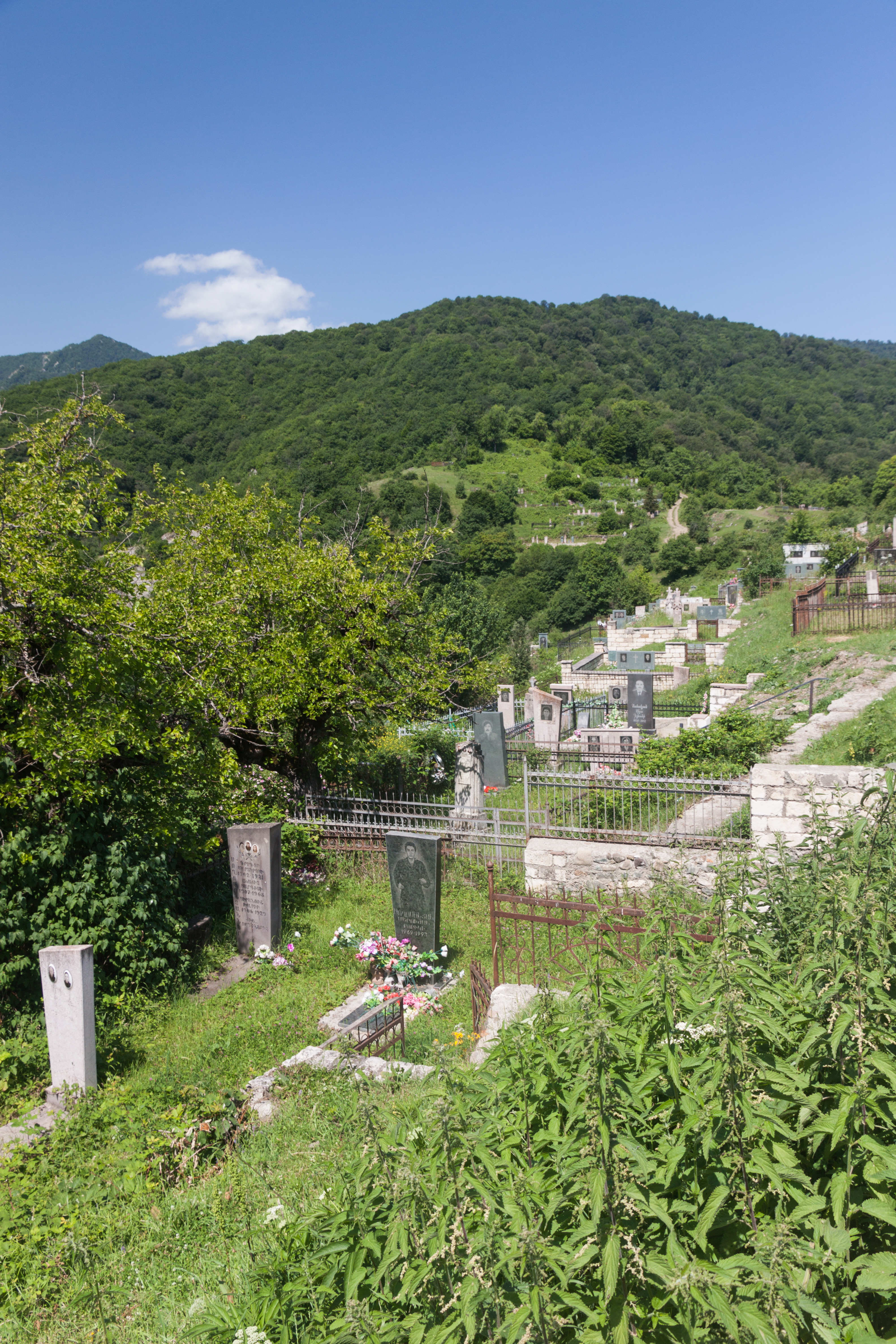
Cmentarz przy klasztorze
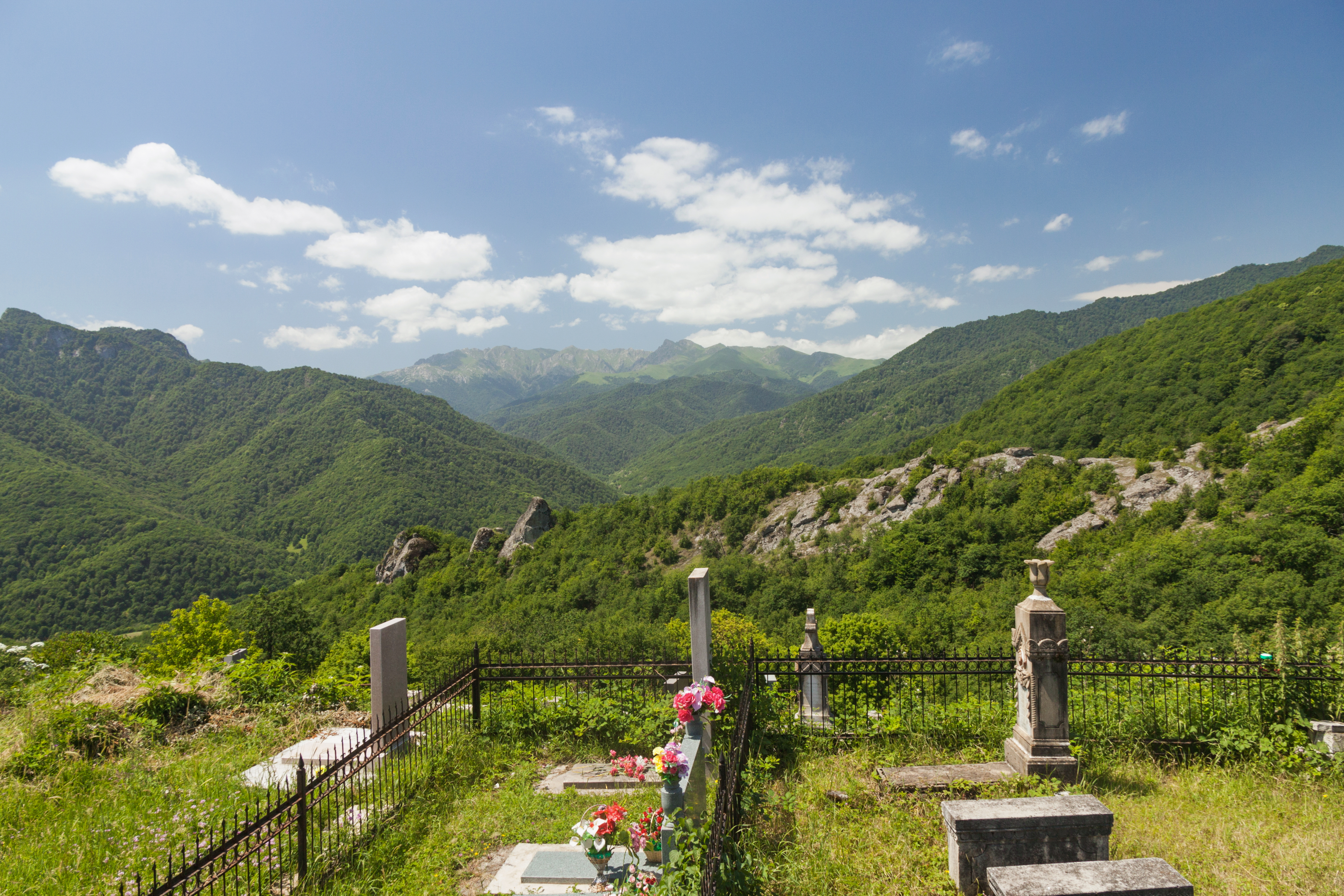
Cmentarz przy klasztorze